# Guillemont
Guillemont település Franciaországban, Somme megyében. Lakosainak száma 127 fő (2022. január 1.). Guillemont Ginchy, Hardecourt-aux-Bois, Longueval és Maurepas községekkel határos.

## Népesség
A település népességének változása:
| Lakosok száma | 140  | 140  | 142  | 137  | 134  | 130  | 126  | 127  | 127  |
|               | 2013 | 2015 | 2016 | 2017 | 2018 | 2019 | 2020 | 2021 | 2022 |